# 65daysofstatic
65daysofstatic é uma banda britânica de rock experimental, pós-rock e math rock que toca músicas apenas instrumentais. Sediada na cidade de Sheffield, a banda foi formada em 2001.
Tornaram-se notórios no The Game Awards de 2014, quando eles fizeram uma apresentação após ser noticiado que eles seriam os responsáveis pela trilha-sonora do game No Man's Sky. Em agosto de 2016, a banda lançaria o álbum No Man's Sky: Music for an Infinite Universe com as músicas do jogo.
Seu álbum "We Were Exploding Anyway", de 2010, alcançou a posição 99 na "UK Albums Chart" e a posição 7 na "UK independent albums chart".

## Discografia
Álbuns de Estúdio
- The Fall of Math (2004)
- One Time for All Time (2005)
- The Destruction of Small Ideas (2007)
- We Were Exploding Anyway (2010)
- Silent Running (2011)
- Wild Light (2013)
- No Man's Sky: Music for an Infinite Universe (2016)

Ao Vivo
- Escape from New York (Double disc - Live and DVD) (2009)

Singles and EPs
- Stumble.Stop.Repeat (EP, 2003)
- "Retreat! Retreat!" (2004)
- Hole (EP, 2005)
- "Radio Protector" (2006)
- "Don't Go Down to Sorrow" (2007)
- "The Distant and Mechanised Glow of Eastern European Dance Parties" (2008)
- "Weak4" (2010)
- "Crash Tactics" (2010)
- Heavy Sky (EP, 2010)